# Heise (Beverstedt)
Heise (niederdeutsch Heis) ist ein Ortsteil der Ortschaft Hollen in der Einheitsgemeinde Beverstedt im niedersächsischen Landkreis Cuxhaven.

## Geografie

### Ortsgliederung
- Heise (Hauptort)
- Oberheise

### Nachbarorte
|                                                  | Hollen                                      |       |
| Wittstedt (Einheitsgemeinde Hagen im Bremischen) | Kompassrose, die auf Nachbargemeinden zeigt |       |
| Bramstedt (Einheitsgemeinde Hagen im Bremischen) |                                             | Bokel |

(Quelle:)

## Geschichte

### Ortsgeschichte und Eingliederungen
Im Jahre 1927 war die Ortschaft Heise (mit Oberheise) noch eigenständig im Kreis Geestemünde. Am 1. Juli 1968 wurde Heise in die Nachbargemeinde Hollen eingegliedert. Aus Tradition besitzt Heise aber noch seinen eigenen Schützenverein. Die Freiwillige Feuerwehr ist angesichts der Ausdehnung der Ortsteile ebenfalls erhalten geblieben. 1971 wurde die Gemeinde Hollen eine der neun Mitgliedsgemeinden der Samtgemeinde Beverstedt.
Am 1. November 2011 ist die Ortschaft Hollen in die neu geschaffene Einheitsgemeinde Beverstedt (niederdeutsch: Beverst) eingegliedert worden.

### Einwohnerentwicklung
Heise (mit Oberheise)
| Jahr      | 1910  | 1925  | 1933  | 1939  | 1950  | 1956  |
| --------- | ----- | ----- | ----- | ----- | ----- | ----- |
| Einwohner | 313   | 316   | 288   | 255   | 338   | 261   |
| Quelle    | [ 5 ] | [ 6 ] | [ 6 ] | [ 6 ] | [ 1 ] | [ 1 ] |

|  |

## Politik

### Gemeinderat und Bürgermeister
Auf kommunaler Ebene wird Heise vom Beverstedter Gemeinderat vertreten.

### Ortsvorsteher
Heise wird vom Ortsvorsteher der Ortschaft Hollen vertreten.

### Wappen
Der Entwurf des Kommunalwappens von Heise stammt von dem Heraldiker und Wappenmaler Albert de Badrihaye, der zahlreiche Wappen im Landkreis Cuxhaven erschaffen hat.
| Wappen von Heise | Blasonierung: „Von Blau über Schwarz durch einen silbernen Strichbalken geteilt, oben eine goldene Sonne mit zwölf Strahlen, wechselnd gerade und geflammt.“ |
| Wappen von Heise | Wappenbegründung: Die 1788 angelegte Moorkolonie ist nach dem Amtsschreiber Otto Christoph Heise in Hagen benannt worden. Der silberne Strichbalken und der schwarze Schildfuß sind Sinnbilder des Schifffahrtskanals und des Moores. Die Sonne ist dem Wappen der hannoverschen Beamtenfamilie Heise entlehnt. |

- Friedrich Wilhelm Heise war der Sohn des Amtsschreibers und späteren Oberzollinspektors Otto Christoph Heise († 1819)

## Kultur und Sehenswürdigkeiten

### Bauwerke
- Freilichtmuseum Jan vom Moor
- Heiser Mühle von 1877, Galerieholländer-Windmühle. Die Mühle lässt sich besichtigen.

### Museen

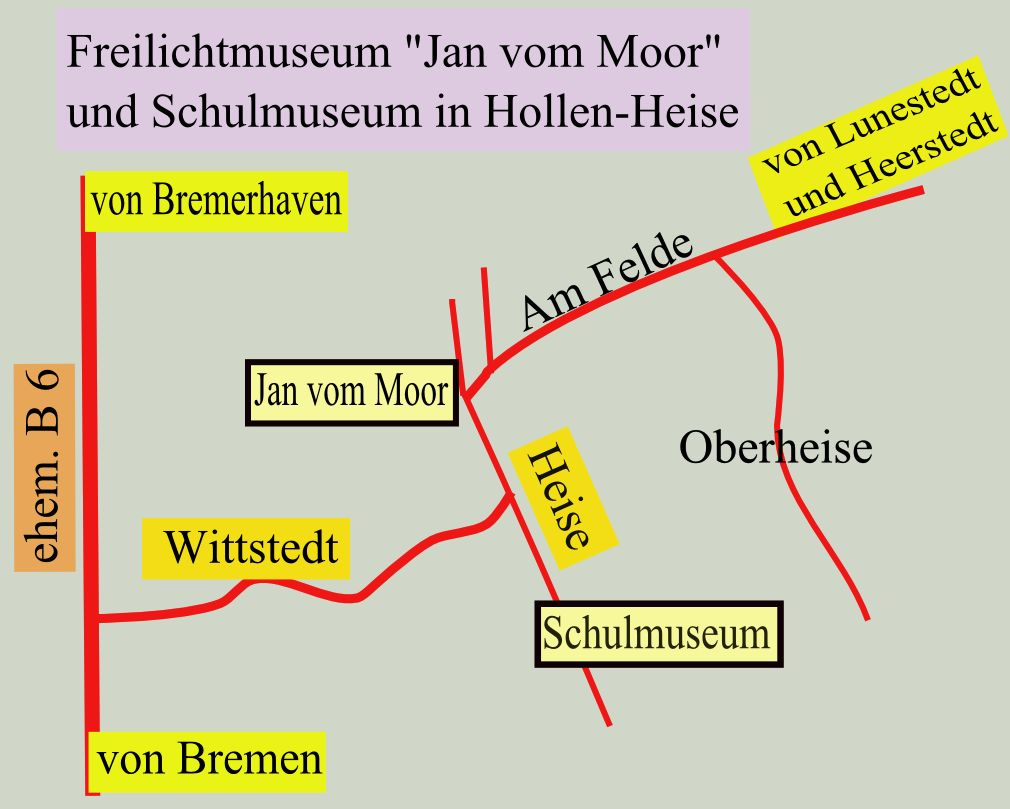
Lage des Freilicht- und Schulmuseums

- An der Straße zwischen Hollen und Wittstedt, liegt das Freilichtmuseum Jan vom Moor und Klappstau, das 1998 eingeweiht wurde und die Geschichte der Moorkolonisierung nachzeichnet.
- Im Ort befindet sich auch ein Schulmuseum in der ehemaligen Heiser Schule. Dort ist eine Klasse eingerichtet, die viele Objekte wie Landkarten, Fibeln, Schulbücher, Hefte usw. aus der Schulgeschichte zeigt.

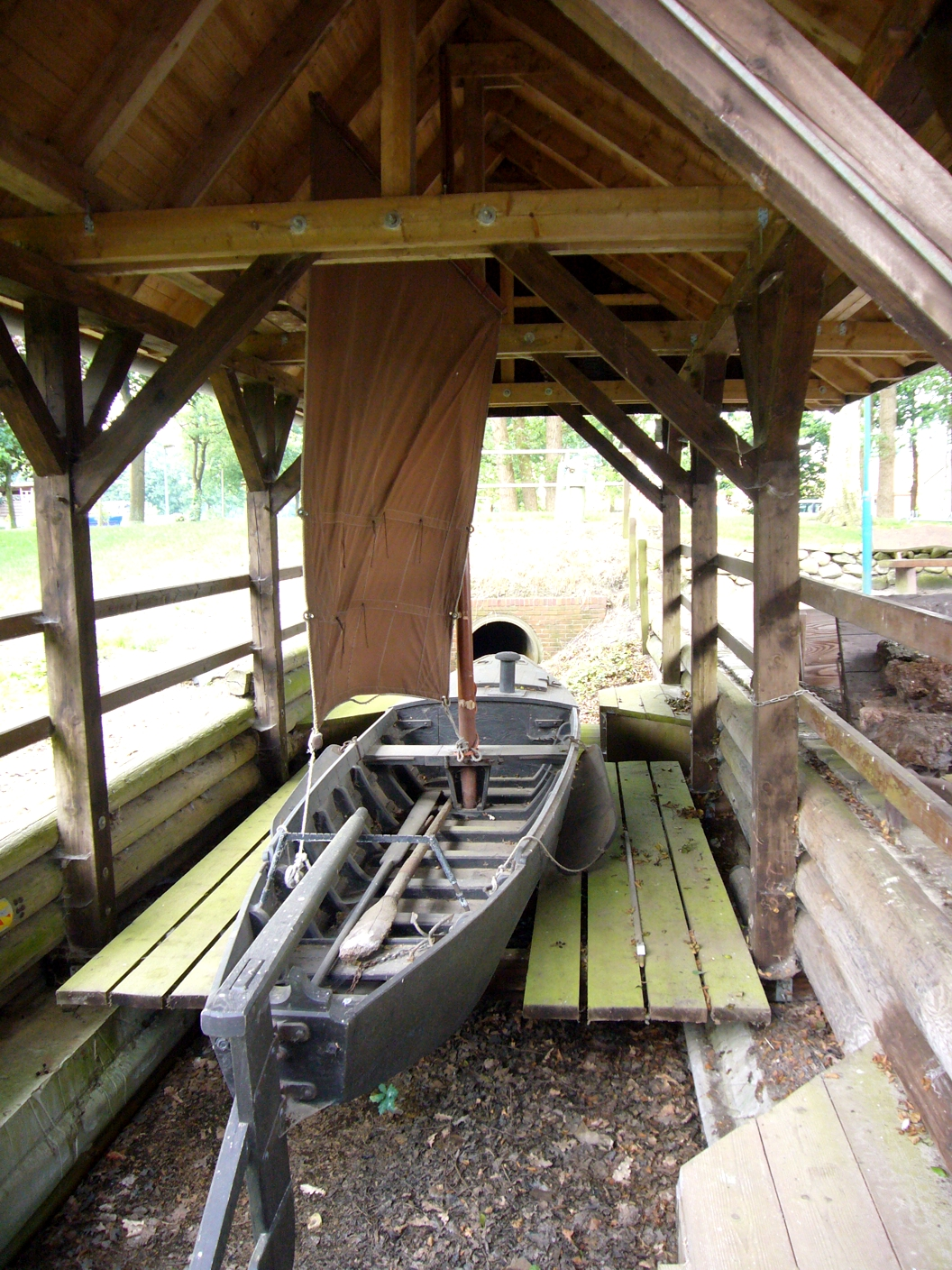
Torfkahn und Klappstau im Moormuseum Heise
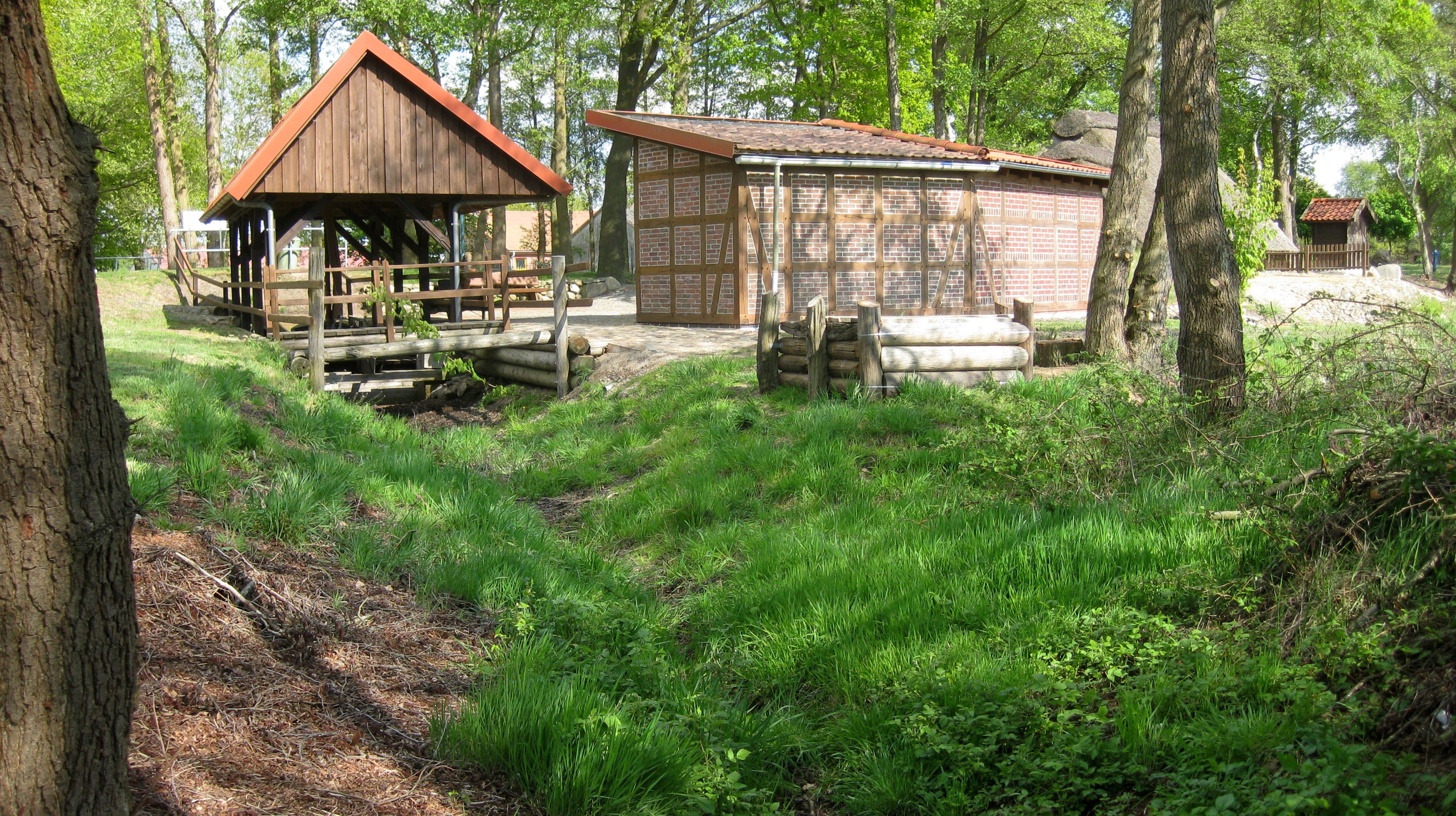
Treidelweg und Unterstand des Torfbootes Jana
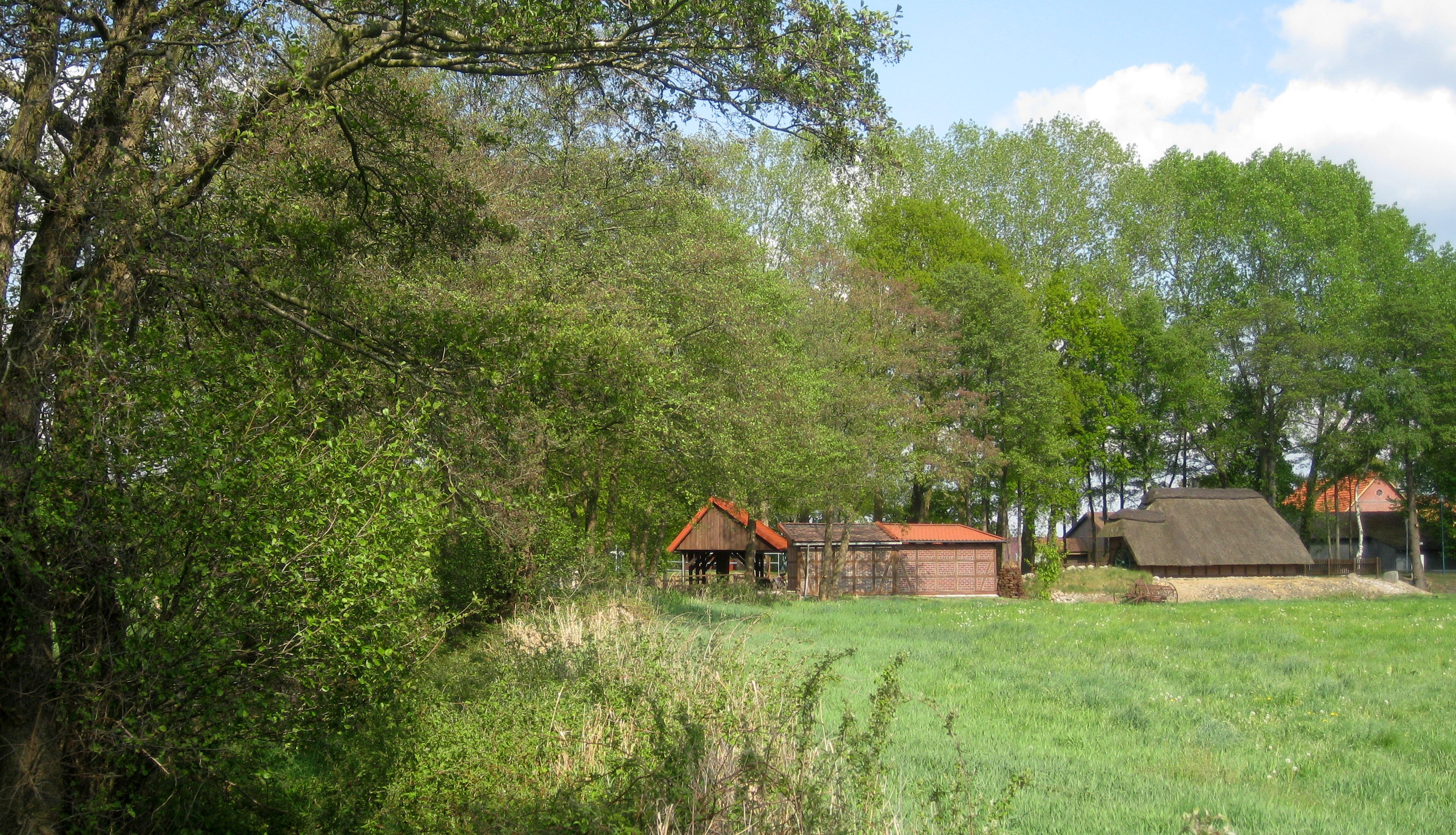
Treidelweg und Museum Jan vom Moor
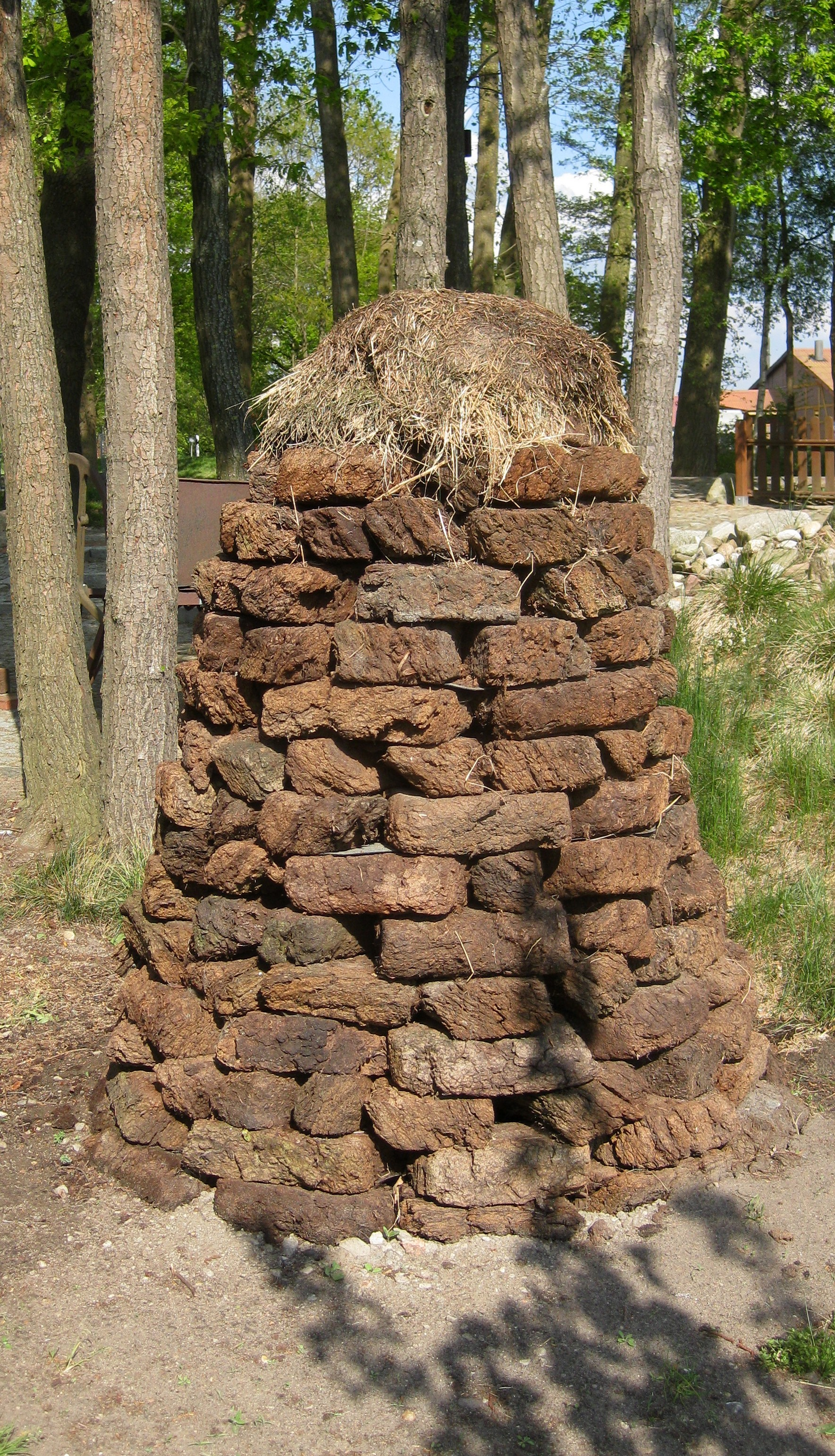
Ringel-Torf-Diemen
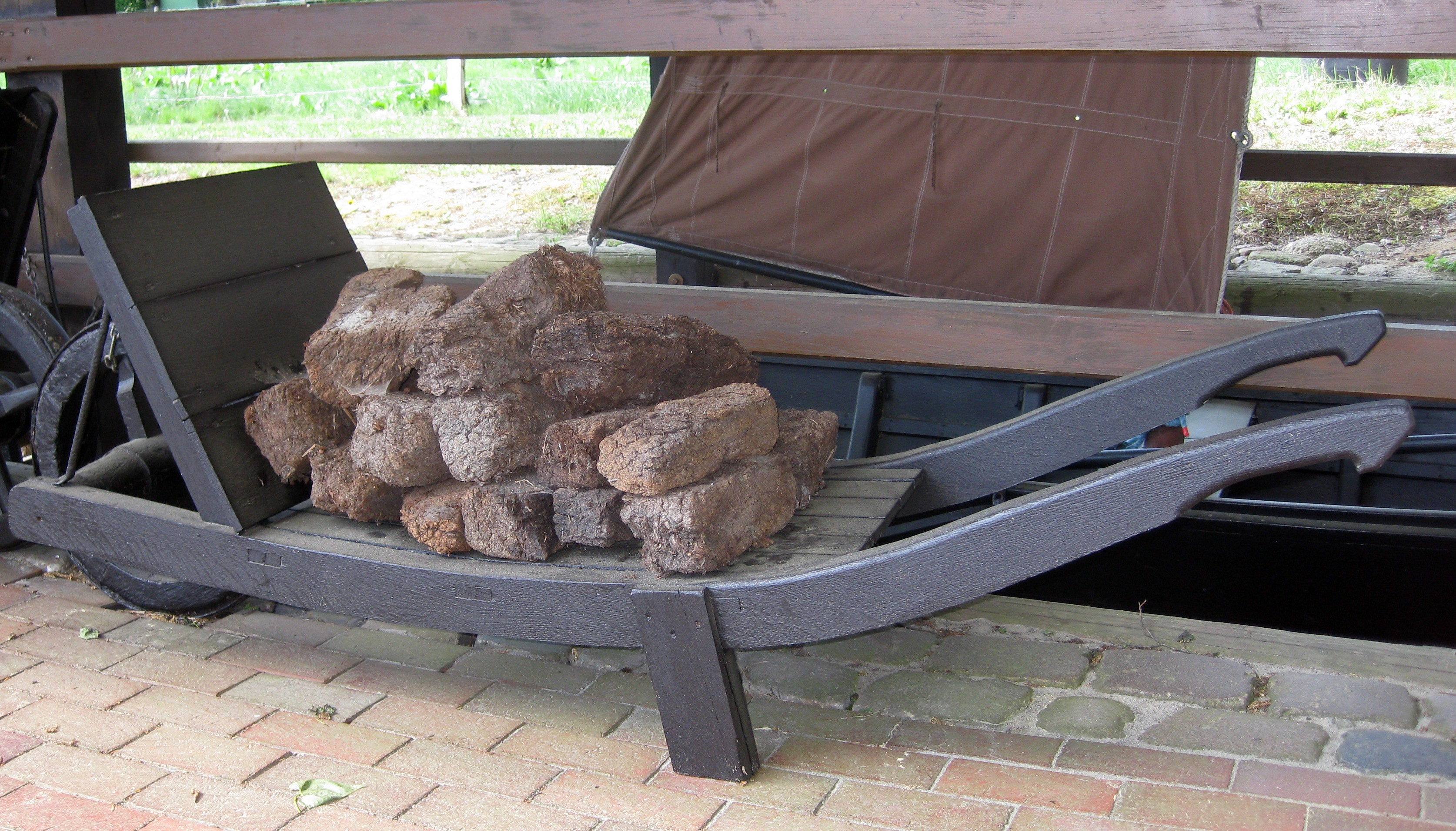
Schiebkarre mit Torf
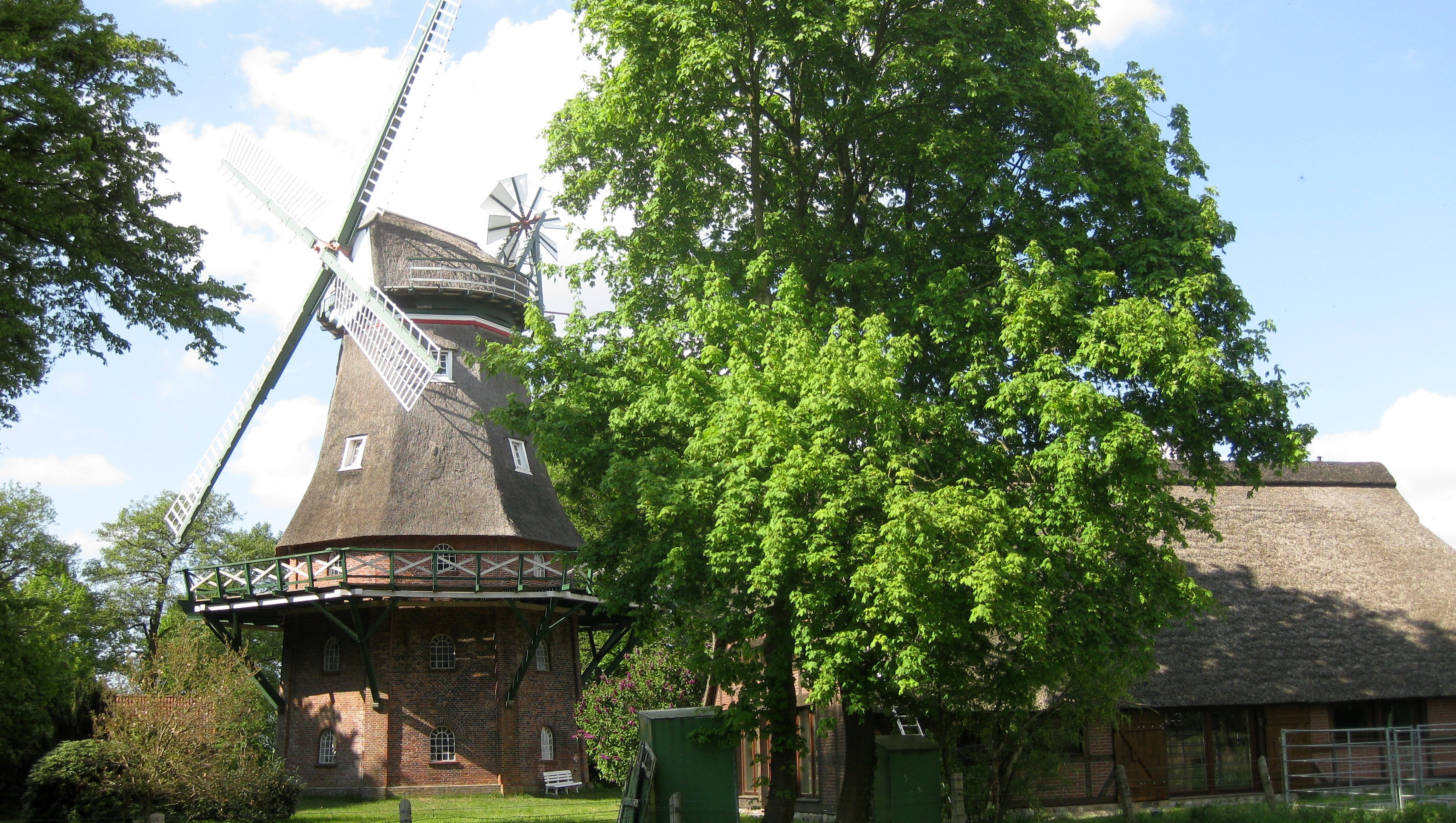
Heiser Mühle
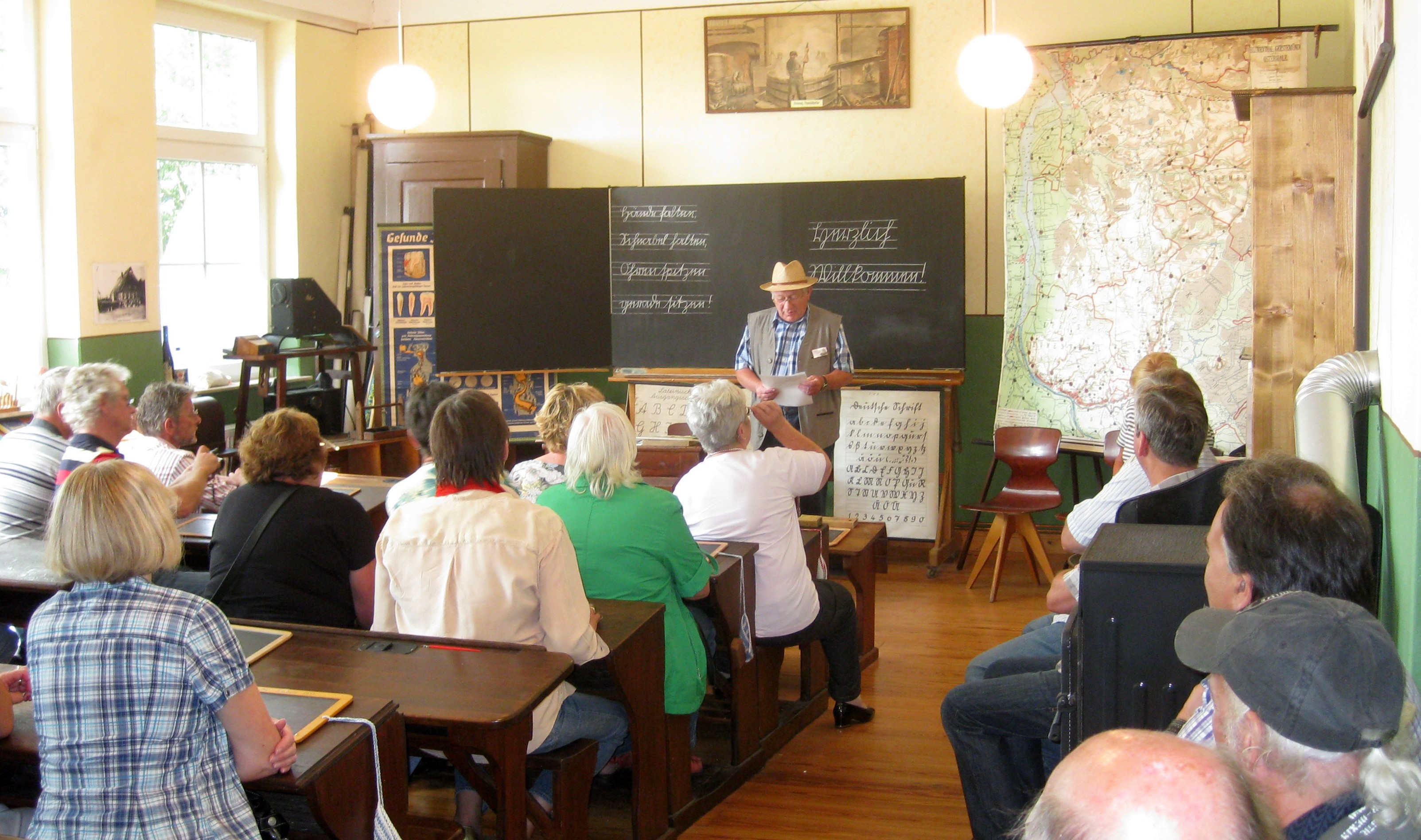
Schulmuseum von Heise